# Raffreddamento simpatetico
Il raffreddamento simpatetico è una tecnica di ottica atomica, utilizzabile per raffreddare una certa specie di particelle (1) utilizzandone una seconda (2). Le particelle di tipo (2) fungono da bagno termico per le particelle di tipo (1), e abbassando la temperatura delle prime è possibile abbassare la temperatura delle seconde, se si lascia tempo sufficiente al sistema per raggiungere la termalizzazione. L'accoppiamento avviene tramite collisioni tra le particelle o tramite l'interazione di Coulomb per gli ioni.
Il raffreddamento simpatetico è particolarmente utilizzato per raffreddare specie atomiche per le quali non funzionano direttamente le tecniche standard del raffreddamento laser. Questa tecnica è inizialmente dimostrata per gli ioni nel 1986 da Larson et al. e successivamente per atomi neutri nel 1997 da Myatt et al..